# Medias pitagóricas

Una construcción geométrica de la media cuadrática y las medias de Pitágoras (de dos números a y b). Media armónica denotado por H, geométrico por G, Aritmética por A y media cuadrática denotada por Q.

La comparación de las medias aritméticas, geométricas y armónicas de un par de números. Las líneas de trazos verticales son asíntotas para los medios armónicos.

En matemáticas, las tres clásicas medidas pitagóricas son la media aritmética (AM), la media geométrica (GM), y la media armónica (HM). Se definen por:
{\displaystyle AM(\,x_{1},\,\ldots ,\,x_{n}\,)={\frac {1}{n}}\,(\,x_{1}+\,\cdots \,+x_{n}\,)}
{\displaystyle GM(\,x_{1},\,\ldots ,\,x_{n}\,)={\sqrt[{n}]{\,\left\vert \,x_{1}\,{}_{{}^{\times }}\,\cdots \,{}_{{}^{\times }}\,x_{n}\,\right\vert \,}}}
{\displaystyle HM(\,x_{1},\,\ldots ,\,x_{n}\,)={\frac {n}{\displaystyle \ {\frac {1}{x_{1}}}+\,\cdots \,+{\frac {1}{x_{n}}}\ }}}
Cada medio tiene las siguientes propiedades:
Preservación de valor: {\displaystyle M(x,x,\ldots ,x)=x}
Homogeneidad de primer orden: {\displaystyle M(bx_{1},\ldots ,bx_{n})=bM(x_{1},\ldots ,x_{n})}
Invariancia bajo intercambio: {\displaystyle M(\ldots ,x_{i},\ldots ,x_{j},\ldots )=M(\ldots ,x_{j},\ldots ,x_{i},\ldots )} para cualquier {\displaystyle i} y {\displaystyle j}.
Promedio: {\displaystyle \min(x_{1},\ldots ,x_{n})\leq M(x_{1},\ldots ,x_{n})\leq \max(x_{1},\ldots ,x_{n})}.
Estos medios se estudiaron con proporciones en pitagóricos y posteriores generaciones de matemáticos griegos debido a su importancia en la geometría y la música. Los medios armónicos y aritméticas son duales recíprocas de uno al otro para argumentos positivos ({\displaystyle HM(1/x_{1}\ldots 1/x_{n})=1/AM(x_{1}\ldots x_{n})}). Mientras que la media geométrica es su propio dual recíproco.

## Las desigualdades entre las medias
Hay un pedido a estos medios (para todad {\displaystyle x_{i}} positivos)
{\displaystyle \min \leq HM\leq GM\leq AM\leq \max }
con igualdad de derechos si y solo si el {\displaystyle x_{i}} son todos iguales
Esta es una generalización de la Desigualdad de las medias aritmética y geométrica y un caso especial de una desigualdad para las Media generalizadas. La prueba se sigue de la desigualdad media aritmético-geométrica, {\displaystyle AM\leq \max } y la dualidad recíproca ({\displaystyle \min } and {\displaystyle \max } también son recíprocamente duales entre sí).
El estudio de los medios pitagóricos está estrechamente relacionado con la Mayorización y las funciones Schur-convexas. Los medios armónicos y geométricos son funciones simétricas cóncavas de sus argumentos, y por lo tanto Schur-cóncavo, mientras que la media aritmética es una función lineal de sus argumentos, por lo que son cóncavos y convexos.